# Stacks (Blockchain)
Stacks (ehemals Blockstack) ist eine Blockchain-Plattform, die darauf abzielt, Smart Contracts, dezentrale Anwendungen (dApps) und Non-Fungible Tokens (NFTs) auf der Bitcoin-Blockchain zu ermöglichen. Im Gegensatz zu klassischen Layer-2-Lösungen wie dem Lightning Network agiert Stacks als eigenständige Blockchain, die durch den Mechanismus Proof of Transfer (PoX) mit Bitcoin verbunden ist.

## Funktionsweise
Die Entwicklung von Stacks wurde durch Bedenken hinsichtlich Datenschutz, Sicherheit und Datenlecks im Internet angestoßen. Ziel ist es, eine dezentrale Alternative zu bestehenden Internetdiensten zu schaffen, bei der Nutzer mehr Kontrolle über ihre Daten haben. Entwickler ermöglich das Projekt, dezentrale Lösungen für verschiedene Anwendungen zu erstellen.

## Geschichte
Muneeb Ali und Ryan Shea gründeten das Projekt 2017 unter dem Namen Blockstack. Der STX-Token war 2019 das erste von der amerikanischen Börsenaufsichtsbehörde SEC qualifizierte Token-Angebot. Das dahinterstehende Unternehmen Blockstack PBC sammelte durch Risikokapital und Token-Verkäufe rund 75 Millionen US-Dollar ein. Der Start der eigentlichen Stacks-Blockchain erfolgte im Januar 2021.

## Anwendungen
- Blockchain Naming System (BNS): Diese Anwendung ermöglicht die Registrierung von verständliche und global eindeutigen Namen für Konten auf der Stacks-Blockchain.
- CityCoins: 2021 startete das CityCoins-Projekt fungible Token für die Städte Miami und New York City. Miami stimmte der Annahme des Projekt-Schatzamtes zu (Wert damals 21 Millionen US-Dollar). Später verlor MiamiCoin an Wert, woraufhin Stacks der Stadt Miami 5,25 Millionen US-Dollar spendete. Im März 2023 berichtete Bloomberg über das „stille Ende“ von CityCoins aufgrund von Liquiditätsproblemen und mangelndem Interesse.